# La Vicomté-sur-Rance
La Vicomté-sur-Rance (bret. Kerveskont) – miejscowość i gmina we Francji, w regionie Bretania, w departamencie Côtes-d’Armor.
Według danych na rok 1990 gminę zamieszkiwało 779 osób, a gęstość zaludnienia wynosiła 170 osób/km² (wśród 1269 gmin Bretanii La Vicomté-sur-Rance plasuje się na 677. miejscu pod względem liczby ludności, natomiast pod względem powierzchni na miejscu 1033.).